# サザエさんうちあけ話
『サザエさんうちあけ話』（サザエさんうちあけばなし）は、『サザエさん』の作者、長谷川町子の自伝エッセイ漫画。

## 概要
本編は全30章から構成され、最初に絵心経風に絵文字で表現された文章で展開された。物語が進むにつれて絵物語形式やストーリー漫画形式を取り入れ、その後は絵心経風と交互に構成された。
朝日新聞（日曜版）に1978年4月から11月まで連載された後、1979年に姉妹社から刊行された。1998年に朝日新聞社（2008年に出版部門を朝日新聞出版へ分社）が長谷川町子全集第32巻（『サザエさん旅あるき』と合本）として復刊。2001年に『似たもの一家』（傑作選）との合冊で朝日文庫に収められた。

## ストーリー
長谷川町子の生い立ちから田河水泡への弟子入り、キリスト教徒としての信仰、第二次世界大戦中に西日本新聞社に勤務していたこと、そして『サザエさん』の誕生、『サザエさん』の単行本出版、度重なる病気による『サザエさん』休載秘話などを町子自らが綴っている。

## 映像化
- 1979年4月から9月までNHK総合テレビで放送された連続テレビ小説『マー姉ちゃん』の原作となった。長谷川町子役は田中裕子が演じた（主演で町子の実姉の長谷川毬子役は熊谷真実が演じた）。
- 2013年11月29日にはフジテレビ系列の『金曜プレステージ』で、『長谷川町子物語〜サザエさんが生まれた日〜』として放送された。長谷川町子役は尾野真千子。

## その他
アニメ『サザエさん』（フジテレビ系列）では2010年12月26日放送分において「サザエさん生誕65周年記念作品」と称し、「サザエさんうちあけ話」「サザエさん誕生秘話」「サザエさんひのき舞台へ!!」の三つのエピソードに分けて、『サザエさん』の誕生秘話を紹介した。同作では長谷川町子役を戸田恵子が、田河水泡役を柴田秀勝が演じた。